# Hexachlorophène
 (février 2024).
L'hexachlorophène est un puissant bactéricide créé par la société Givaudan.

## Utilisation
Son utilisation dans le talc pour bébés fut longtemps considérée comme bénigne jusqu'à l'éclatement de l'affaire du talc Morhange. En 1971, une affaire semblable avait déjà eu lieu aux États-Unis où l'hexachlorophène était utilisé depuis des années comme désinfectant en solution à 3 % pour la toilette des nourrissons.
L'étude de la toxicité de ce produit a été réduite à sa plus simple expression, et semble n'avoir jamais été complètement publiée. Elle semble s'être limitée à incorporer le produit à l'alimentation d'une dizaine de cochons d'Inde. Tous sont morts dans les trois premiers jours de l'expérimentation. En 1939, pressés par le temps, les laboratoires ont gardé confidentiels ces résultats inquiétants.
À cette époque, aucun contrôle n'était imposé sur les produits cosmétiques.
L'hexachlorophène était aussi présent dans les rayures rouges du dentifrice Signal, dont la publicité était « Ses rayures rouges contiennent de l'hexachlorophène pour nettoyer et protéger les dents ». À la suite de l'affaire du talc Morhange, ce slogan a disparu.
L'hexachlorophène apportait à ses producteurs le double avantage d'être vendu en tant que produit cosmétique plus dispendieux et d'être vendu en tant que médicament.
L'hexachlorophène a longtemps été commercialisé industriellement sous le nom de « G11 ».
Son administration médicamenteuse est contre-indiquée chez les enfants en raison de ses effets indésirables neurologique.